# Anne Mahrer

Anne Mahrer

Anne Mahrer (* 5. Juni 1948 in Genf, heimatberechtigt in Egg und Genf) ist eine Schweizer Politikerin (Grüne).

## Biografie
Mahrer war vom März 1987 bis zum März 2002 im Munizipalrat in Puplinge und von November 2001 bis zum November 2013 im Grossen Rat des Kantons Genf. Sie war Grossratspräsidentin von November 2006 bis November 2007. Ferner war Mahrer von März 2008 bis März 2010 Präsidentin der Genfer Grünen.
Am 28. November 2013 ist sie für den abgetretenen Antonio Hodgers in den Nationalrat nachgerückt. Bei den Nationalratswahlen 2015 verlor ihre Partei einen Sitz. Ihre Mitkandidatin Lisa Mazzone erhielt mehr Stimmen als sie und trat an ihre Stelle.
Sie ist aktuell Co-Präsidentin des Vereins Klimaseniorinnen Schweiz (siehe dazu auch: Gerichtsverfahren zum Klimawandel#Schweiz). 
Die pensionierte Diplom-Bibliothekarin wohnt in Puplinge. Sie ist verheiratet und hat zwei Kinder.